# Hartmut Wostupatsch

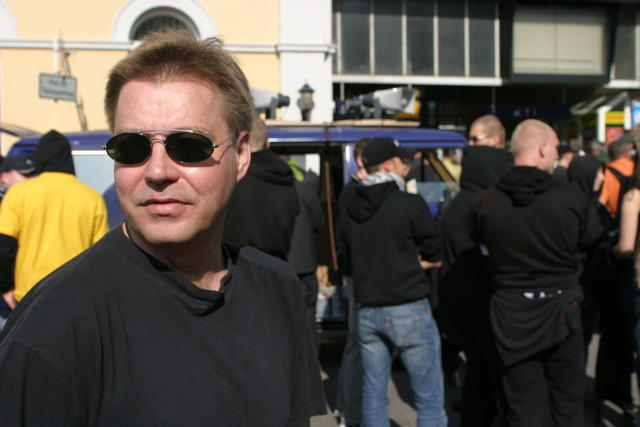
Hartmut Wostupatsch bei einer Neonazi-Demonstration, vor 2008

Hartmut Wostupatsch (* 13. Januar 1961; † 30. Juli 2021) aus Würzburg war ein Neonazi, der bundesweit als Redner auf rechtsextremen Kundgebungen der Freien Kameradschaftsszene auftrat. Im Verfassungsschutzbericht 2002 wurde er zu den Protagonisten der Neonazi-Szene gezählt.

## Beginn seiner Aktivitäten
Wostupatsch besuchte ab September 1971 das Röntgen-Gymnasium Würzburg und war bereits in den späten 1970er Jahren in Würzburg für die Zeitung Volltreffer einer nationaldemokratischen Schülergemeinschaft aktiv gewesen. Wenig später wurde er Kader der „Aktionsfront Nationaler Sozialisten/Nationale Aktivisten“ (ANS/NA) um Michael Kühnen und Christian Worch und war dort bis zum Verbot 1983 im „Amt für nationalsozialistische Lebensanschauung und Schulung“ tätig. Außerdem war er Mitglied der Jungen Nationaldemokraten, wurde hier aber wegen „Radikalität“ ausgeschlossen. Anschließend zog er sich mehrere Jahre aus der Szene zurück, was später mit einer „zeitweiligen Abstinenz aus beruflichen Gründen“ erklärt wurde.

## Öffentliches Auftreten

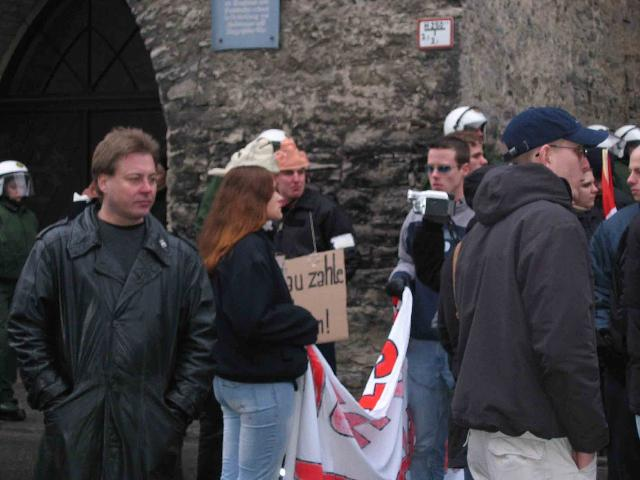
Hartmut Wostupatsch (links, im Ledermantel) bei einer Neonazi-Kundgebung am 6. März 2003 in Schwäbisch Hall gegen die Wehrmachtsausstellung.

Um das Jahr 2000 wurde er wieder in der Neonazi-Szene aktiv. Am 23. Juni 2001 agierte er erstmals öffentlich als Redner auf einer Kundgebung in Siegburg. Seit dieser Zeit tritt er regelmäßig bei rechtsextremen Veranstaltungen besonders in Nordrhein-Westfalen und Ostdeutschland als Redner zu den verschiedensten Themen auf, so z. B. im Februar und März 2002 in Bielefeld auf einer Neonazi-Demonstration gegen die Ausstellung über die Verbrechen der Wehrmacht, im September in Iserlohn zusammen mit NPD-Chef Udo Voigt oder auf dem „4. Strategiekongress der Revolutionären Plattform in der NPD“ (RPF) am 21./22. Juli 2001 in Mosbach (Thüringen) zusammen mit Steffen Hupka, Thomas Wulff und Jürgen Schwab. Häufig war Wostupatsch an der Seite von Christian Worch zu sehen.  
Im Juli 2001 trat er in Gevelsberg bei einer Kundgebung unter dem Motto „Todesstrafe für Kinderschänder“ auf, wo er wegen des Verdachts der Verunglimpfung des Bundespräsidenten, übler Nachrede und Verleumdung festgenommen wurde. Er hatte Daniel Cohn-Bendit als „Rassegenossen“ von Joschka Fischer bezeichnet, dem er mit dem Vornamen Josele offenbar eine Zugehörigkeit zum Judentum zusprechen wollte, Worte des Bedauerns für den NS-Propagandaminister Joseph Goebbels gefunden, „der diesen Namen mit ihm [Fischer] teilen darf“, und geäußert, Richard von Weizsäcker wäre „in besseren Zeiten, sprich in Zeiten, wo in Deutschland noch Recht herrschte, 1945 mit einem Strick um den Hals am nächsten Baum aufgefunden worden.“ Außerdem diffamierte er Weizsäcker als „Deserteur und Feigling“ und unterstellte ihm Beihilfe zum sexuellen Missbrauch von Kindern und sexuelle Belästigung von Minderjährigen.

## Kontakte zum Verfassungsschutz
Wostupatsch ist in der Neonazi-Szene wegen seiner Kontakte zum Staatsschutz stark umstritten. Neonazigruppen aus Franken wie die „Fränkische Aktionsfront“ (FAF) veröffentlichten im Oktober 2002 eine Erklärung, wonach sie „den Kontakt zu Hartmut Wostupatsch ab sofort einstellen, ihn nicht mehr zu Veranstaltungen einladen bzw. auch keine Demonstrationen mehr besuchen, bei denen im Vorfeld schon klar ist, daß Wostupatsch dort als Redner auftritt“. Ihm wurde vorgeworfen, ein „Sicherheitsrisiko“ darzustellen und ein Gespräch zwischen ihm, dem Würzburger Uwe Meenen vom „Deutschen Kolleg“ und einem Staatsschutzbeamten arrangiert und dabei „Organisationsinterna von freien Strukturen“ ausgeplaudert zu haben. Neonazis einer "VS-Recherchegruppe Mitteldeutschland" aus dem Spektrum von "Die Kommenden" meinten, dass er "sich des Öfteren mit seinem lokalen Staatsschutzbeamten aus Würzburg privat zum Tee und Kuchen traf, wobei auch Organisationsinterna aus nationalen Zusammenhängen ausgeplaudert wurde." Auch das Präsidium der NPD untersagte daraufhin, "daß zukünftig Hartmut Wostupatsch aus Würzburg auf NPD-Veranstaltungen aller Art auftritt." Christian Worch hielt jedoch an Wostupatsch fest und lädt diesen häufig zu von ihm angemeldeten Kundgebungen ein. In einem später veröffentlichten Schreiben an einen Würzburger Kameradschaftskader gab er zu, von den Treffen zwischen Wostupatsch und den Staatsschutzbeamten bereits Monate vor dem allgemeinen Bekanntwerden gewusst zu haben. Er habe diese Kontakte auch bewusst nicht unterbunden und ihn gewähren lassen. Dies brachte auch Worch Vorwürfe ein, "bewusst die Kriminalisierung und Gefährdung der aktiven Leute vor Ort in Kauf" zu nehmen, und verschärfte die Spannungen zwischen ihm und NPD-nahen Kreisen. 
Anfang 2005 schienen die internen Auseinandersetzungen in der Neonazi-Szene weitgehend beigelegt zu sein, und Worch sowie Wostupatsch traten wieder auf NPD-Veranstaltungen auf, ohne dass der Vorstand seine Abgrenzungsentscheidung formell aufgehoben hat.